# Dicranomyia vicarians
Dicranomyia vicarians là một loài ruồi trong họ Limoniidae. Chúng phân bố ở miền Australasia.